# Rafif al-Yasiri
Rafif al-Yasiri (àrab: رفيف الياسري, Rafīf al-Yāsirī), també coneguda com la Barbie d'Iraq (Bagdad, 1985-16 d'agost de 2018), fou una doctora iraquiana especialitzada en cirurgia plàstica, també coneguda per dirigir diversos programes sobre afers mèdics per a dones. El març de 2018 va ser nomenada ambaixadora de bona voluntat per l'organització francesa per la pau i els Drets Humans. Dirigia un centre de làser i cirurgia plàstica a Al-Jadriya, a Bagdad.
Va morir el 16 d'agost de 2018 en un hospital de Bagdad. Segons el Ministre d'Interior, va morir d'una sobredosi de fàrmacs. Tanmateix, les circumstàncies són dubtoses i alguns apunten a un assassinat per motius ideològics, com l'assasinat de la també iraquiana Tara Fares.